# Мартин Гернат
Мартин Гернат (слч. Martin Gernát — Кошице, 11. април 1993) професионални је словачки хокејаш на леду који игра на позицијама одбрамбеног играча.
Члан је сениорске репрезентације Словачке за коју је на међународној сцени дебитовао на светском првенству 2017. године.
Гернат је прошао све омладинске селекције Кошица, а након улазног НХЛ дарафта 2011. где га је као 122. пика у петој рунди одабрала екипа Едмонтон ојлерса, одлази у Северну Америку где проводи наредних 5 сезона играјући у развојним лигама. У лето 2016. враћа се у Европу и потписује уговор са прашком Спартом.